# 横头山镇
横头山镇，是中华人民共和国黑龙江省佳木斯市桦川县下辖的一个乡镇级行政单位。

## 行政区划
横头山镇下辖以下地区：
解放村、日升村、向阳堡村、合乡村、西朝阳村、葡萄沟村、东朝阳村、万宝村、国兴村、申家店村、横头河子种畜场生活区、横头山良种场生活区、横头山林场生活区和老平岗林场生活区。